# Grand Prix automobile du Canada 1996
GP précédent GP suivant
Le Grand Prix automobile du Canada 1996 (Grand Prix Molson du Canada 1996), disputé sur le circuit Gilles-Villeneuve de Montréal le 16 juin 1996, est la 589e épreuve de l'histoire du championnat du monde de Formule 1 courue depuis 1950 et la huitième manche du championnat 1996.

## Classement

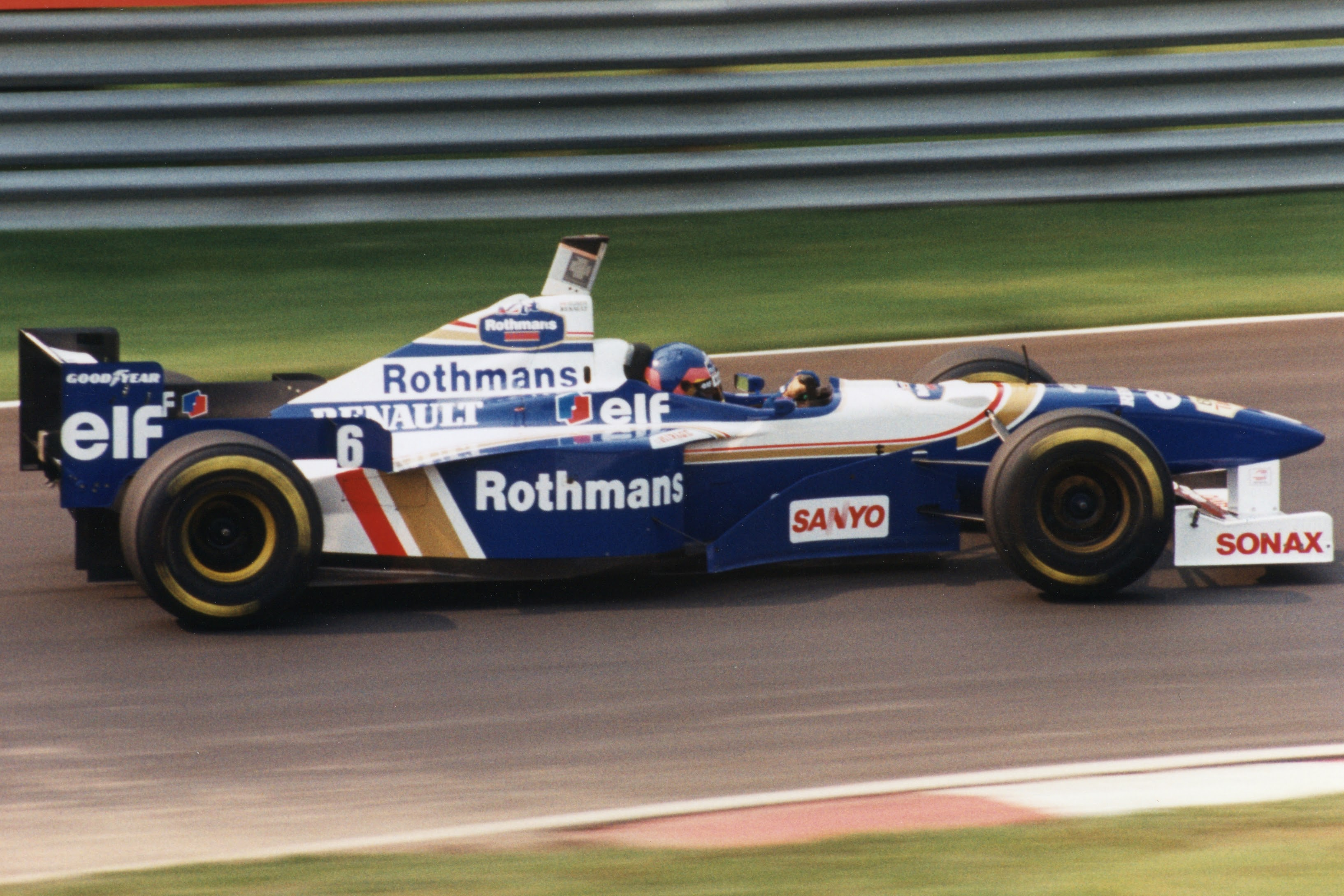
Jacques Villeneuve en 1996 lors de son GP national qu'il termine en seconde position

| Pos. | No | Pilote                | Écurie             | Tours | Temps/Abandon                      | Grille | Points |
| ---- | -- | --------------------- | ------------------ | ----- | ---------------------------------- | ------ | ------ |
| 1    | 5  | Damon Hill            | Williams-Renault   | 69    | 1 h 36 min 03 s 465 (190,541 km/h) | 1      | 10     |
| 2    | 6  | Jacques Villeneuve    | Williams-Renault   | 69    | + 4 s 183                          | 2      | 6      |
| 3    | 3  | Jean Alesi            | Benetton-Renault   | 69    | + 54 s 656                         | 4      | 4      |
| 4    | 8  | David Coulthard       | McLaren-Mercedes   | 69    | + 1 min 03 s 673                   | 10     | 3      |
| 5    | 7  | Mika Häkkinen         | McLaren-Mercedes   | 68    | + 1 tour                           | 6      | 2      |
| 6    | 12 | Martin Brundle        | Jordan-Peugeot     | 68    | + 1 tour                           | 9      | 1      |
| 7    | 14 | Johnny Herbert        | Sauber-Ford        | 68    | + 1 tour                           | 15     |        |
| 8    | 21 | Giancarlo Fisichella  | Minardi-Ford       | 67    | + 2 tours                          | 16     |        |
| Abd. | 20 | Pedro Lamy            | Minardi-Ford       | 44    | Accident                           | 19     |        |
| Abd. | 22 | Luca Badoer           | Forti-Ford         | 44    | Boîte de vitesses                  | 20     |        |
| Abd. | 4  | Gerhard Berger        | Benetton-Renault   | 42    | Sortie de piste                    | 7      |        |
| Abd. | 1  | Michael Schumacher    | Ferrari            | 41    | Transmission                       | 3      |        |
| Abd. | 9  | Olivier Panis         | Ligier-Mugen-Honda | 39    | Panne électrique                   | 11     |        |
| Abd. | 19 | Mika Salo             | Tyrrell-Yamaha     | 39    | Moteur                             | 14     |        |
| Abd. | 10 | Pedro Diniz           | Ligier-Mugen-Honda | 38    | Moteur                             | 18     |        |
| Abd. | 11 | Rubens Barrichello    | Jordan-Peugeot     | 22    | Embrayage                          | 8      |        |
| Abd. | 23 | Andrea Montermini     | Forti-Ford         | 22    | Accident                           | 22     |        |
| Abd. | 15 | Heinz-Harald Frentzen | Sauber-Ford        | 19    | Boîte de vitesses                  | 12     |        |
| Abd. | 17 | Jos Verstappen        | Arrows-Hart        | 10    | Moteur                             | 13     |        |
| Abd. | 16 | Ricardo Rosset        | Arrows-Hart        | 6     | Collision                          | 21     |        |
| Abd. | 18 | Ukyo Katayama         | Tyrrell-Yamaha     | 6     | Collision                          | 17     |        |
| Abd. | 2  | Eddie Irvine          | Ferrari            | 1     | Direction                          | 5      |        |

## Pole position et record du tour
- Pole position : Damon Hill en 1 min 21 s 059 (vitesse moyenne : 196,346 km/h).
- Meilleur tour en course : Jacques Villeneuve en 1 min 21 s 916 au 67e tour (vitesse moyenne : 194,292 km/h).

## Tours en tête
- Damon Hill : 61 (1-27 / 36-69)
- Jacques Villeneuve : 8 (28-35)

## Statistiques
- 18e victoire pour Damon Hill.
- 89e victoire pour Williams en tant que constructeur.
- 80e victoire pour Renault en tant que motoriste.